# Крым, Соломон Самойлович
Соломо́н Само́йлович (Самуилович) Крым (25 июня (7 июля) 1867, Феодосия — 9 сентября 1936, собственное имение «Крым» под Тулоном) — премьер-министр Крымского краевого правительства в 1919 году, учёный-агроном и филантроп, инициатор создания Таврического университета.

## Биография
Родился (25 июня (7 июля) 1867 года в Феодосии. Отец — Самуил Авраамович Крым (1835—1898), выходец из старинной караимской семьи, известен как общественный деятель и педагог.
В 1884 году окончил Феодосийскую гимназию и поступил на юридический факультет Московского университета. В 1886 году перевёлся на второй курс Петровской земледельческой и лесной академии. В 1890 году участвовал в студенческих волнениях, находился под арестом, но отчислен не был. Окончил академию в 1892 году с присвоением звания кандидата сельского хозяйства. Один из последних учеников-«петровцев» К. А. Тимирязева.

### Общественно-политическая деятельность

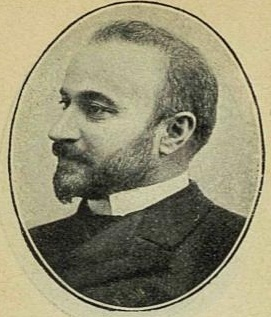
Соломон Крым, 1906

Возглавляя сельскохозяйственное общество в Крыму, он многое сделал для развития садоводства и виноградарства края. Он участвовал во многих благотворительных фондах, основывал стипендии, финансировал деятельность Карадагской научной станции, археологические раскопки на полуострове, издательскую деятельность. В 1912 году стал членом Таврической учёной архивной комиссии.
Соломон Крым был членом Государственного Совета и Государственной Думы Российской империи первого и четвёртого созывов от Таврической губернии, возглавлял Таврическое губернское земство.
14 мая 1917 года назначен комиссаром Временного правительства по заведованию отделом Министерства земледелия по управлению национальными (национализированными) сельскохозяйственными предприятиями бывшего удельного ведомства. При Временном правительстве заведовал бывшим удельным ведомством в Крыму. Осенью 1917 года участвовал в выборах в Учредительное собрание, баллотируясь по кадетскому партийному списку от Таврической губернии, но избран не был. В этом же, 1917 году, стал инициатором создания Таврической научной ассоциации. Один из инициаторов создания Таврического университета в Симферополе. Постоянный член, затем председатель попечительского совета Таврического университета. 15 ноября 1918 года избран совещанием земских и городских гласных премьер-министром (министром-председателем, председателем Совета министров) и министром земледелия Крымского краевого правительства. Занимал эти посты до 15 апреля 1919 года.

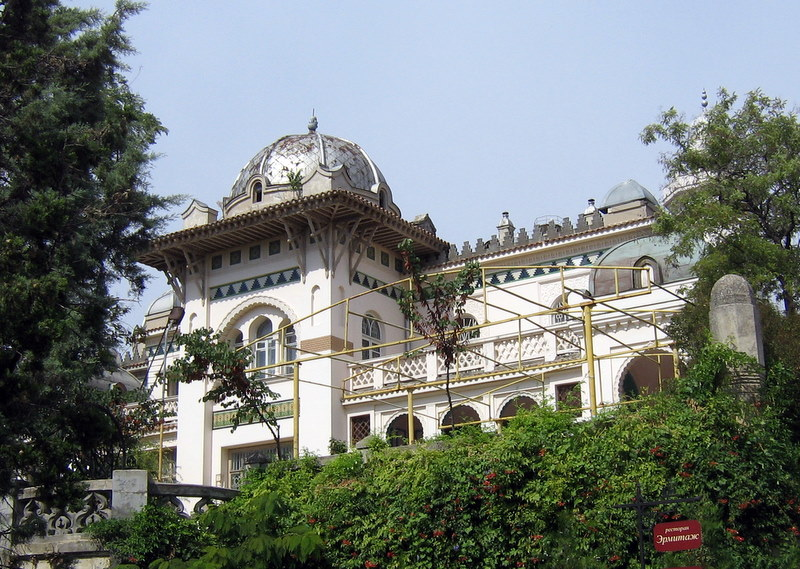
Дача И. В. Стамболи.

В апреле 1919 года в ходе Крымской эвакуации (1919) эмигрировал на корабле французской эскадры из Севастополя.
Во Франции он окончил народную школу и высшую сельскохозяйственную школу в Монпелье, учился в лицеях в Тулузе и Бордо. Около 1922 года работал на русской зоологической станции в Виллафранке во Франции. Участвовал в издании «Русского альманаха» в Париже. Со дня основания, 29.05.1922, член правления Крымского землячества в Париже. Летом 1923 года работал управляющим в поместье Беспаловых «Домэн Больё» у городка Сольес-Пон в 15 километрах от Тулона. В 1923 году присутствовал на заседании парижской группы Партии народной свободы. 16 декабря 1923 года основал в Париже Караимское общество во Франции, был его председателем до отъезда из Парижа, затем — его почётный председатель. С октября 1926 года председатель Союза (Общества) русских агрономов в Париже, читал лекции в этой организации. Жил также в Ла-Фавьер; Жиронде. Совершил поездку в Палестину для изучения сельского хозяйства и в Англию в качестве эксперта. В 1929 году читал лекции на Русских сельскохозяйственных курсах во Франции. В 1931 году участвовал в работе съезда русских испольщиков и арендаторов юго-запада Франции. По болезни покинул Париж и последние два года жизни жил в собственном имении под Тулоном (Маронье Комб), которое назвал «Крым». За заслуги по садоводству на юге Франции получил звание «шевалье дю мериж агриколь». Писатель, автор книги «Крымские легенды» (Париж, 1925), с посвящением Фене Самойловне Эттингер.
Активный масон, член русской парижской масонской ложи «Северная звезда» Великого востока Франции, c 1928 года до смерти.
Похоронен в собственном имении. В Феодосии на караимском кладбище ещё при его жизни был установлен кенотаф над предполагаемой могилой (ныне находится на территории бывшей дачи И. В. Стамболи). В 1993 году одна из улиц Симферополя названа именем Соломона Крыма.

## СозданиеТаврического университета
Создание университета в Крыму Соломон Крым считал главным делом своей жизни. В августе 1916 года, разработанный им законопроект об открытии университета, поддержали и подписали около 30 членов Государственного Совета: князь Е. Н. Трубецкой, граф А. Н. Толстой, академики В. И. Вернадский и С. Ф. Ольденбург и др. В июле 1918 года С. С. Крым Губернским земством был избран председателем и постоянным членом Попечительского совета университета. Торжественное открытие университета состоялось 14 октября 1918 года в Дворянском театре Симферополя.
Даже эмигрировав, С. С. Крым поддерживал университет и другие научные учреждения Крыма.

## Интересные факты

Соломон Самойлович Крым, 1930-е годы

- Будучи соседом художника-мариниста Айвазовского, Соломон Крым помог ему составить завещание, благодаря которому картинная галерея И. Айвазовского стала исключительной собственностью города Феодосии.
- Как агроном и ученый, Соломон Крым занимался преимущественно теорией виноградарства. В частности, его перу принадлежат две работы по вопросами сохранения винограда. Первая из них, «Виноградарство в Феодосийском уезде», опубликована в 1893 году, а вторая, «Новый способ сохранения винограда и его физиологические основы», в 1907 году.
- Летом 1923 года Соломон Самуилович пригласил в Солье-Пон сына своего погибшего друга В. Д. Набокова, молодого русского поэта Владимира Сирина[6]. (Набоков был министром юстиции в Крымском земском правительстве, которое возглавлял С. С. Крым). Зима 1922—1923 года была для Набокова-младшего тяжелой. За год до этого, в марте 1922, ультраправый террорист убил отца, в январе 1923 была расторгнута помолвка Набокова с его невестой, Светланой Зиверт, так что приглашение от С. С. Крыма было весьма кстати. Набоков провёл в Солье-Поне около трёх месяцев, он выехал из Берлина 10 мая и вернулся туда 19 августа[11]. Владимир был занят сбором черешни, абрикосов, персиков, прополкой кукурузы, обрезкой плодовых деревьев, поливом сада. Уже с середины июня он начал писать. Для того чтобы Набоков мог работать по ночам, Крым подыскал ему отдельную комнату. Основные произведения этого периода — стихотворная драма «Дедушка» (жертва, избежавшая казни, вновь встречает своего палача) и пьеса в стихах «Полюс» (прообраз главного героя — капитан Роберт Скотт), в ней впервые в творчестве Набокова возникает тема бремени смелости[12], нашедшая дальнейшее развитие в романе В. В. Набокова «Подвиг», в котором главный герой, подобно автору, работает на ферме на юге Франции (глава XL)[13].

## Семья
Генеалогия рода Крыма была опубликована в 1928 году в Париже.
В 1900-е годы Соломон Крым некоторое время жил в гражданском браке с караимкой Верой Исааковной Эгиз (1871—1950; известным врачом-окулистом, в 1897 году окончившей медицинский факультет в Берне, Швейцария). Но после того, как она официально вышла замуж за караимского гахама С. Шапшала, С. Крым в 1919 году женился на француженке из Феодосии Люции (Люси) Клар-Каразус, с ней навсегда уехал из Крыма. Детей он не имел. Им был усыновлён Рюрик Крым (? — 1982, Нью-Йорк), позднее работавший переводчиком в ООН и имевший двоих детей, проживавших в США.
Его сестра — Вера Самуиловна Крым (1870—1944) — была замужем за А. И. Пастаком.
Дядя — Ския Авраамович Крым (1842—1917) владел табачной фабрикой в Феодосии. Один из его сыновей — Вениамин Крым (1877—1938), русский и советский геолог, доктор химических наук, профессор.